# Alcopley
Alfred Lewin Copley, meglio conosciuto con lo pseudonimo Alcopley (Dresda, 1910 – New York, 1992), è stato un pittore e medico statunitense.

## Biografia
Studioso di reologia in Germania, ne fuggì nel 1935 per la paura della dittatura di Adolf Hitler. Si stabilì inizialmente in Svizzera tra il 1935 e il 1937, dove lavorò all'ospedale di Basilea, per poi spostarsi negli Stati Uniti, a New York. La passione per l'arte, e in particolare per la pittura astratta, lo portò ad essere membro del gruppo American Abstract Artists. A New York riuscì a dipingere professionalmente per la galleria "Atelier 17", ma portando avanti anche la parallela professione medica. Tornò di nuovo in Europa, dove soggiornò a Parigi e a Londra, per poi tornare definitivamente a New York nel 1960.

## Pubblicazioni
Fu autore anche di parecchie pubblicazioni. Fra quelle di argomento medico e scientifico si ricordano:
- Symposium of Biorheology, John Wiley and Sons, 1965.
- The future of the science of biorheology. Plenary lecture, Pergamon Press, 1982.
- Surface phenomena in hemorheology: their theoretical, experimental, and clinical aspects, New York Academy of Sciences, 1983.

Fra gli scritti di argomento artistico, a volte incentrati sulla convivenza delle due distinte carriere medica ed artistica dell'autore, vi sono:
- Drawings as structures and non-structures, Pergamon Press, 1968.
- Notes on art fashions and the artist's preoccupation with science, Pergamon Press, 1969.
- Art and biorheology, including some autobiographical remarks, Pergamon Press, 1978.

## Alcopley nei musei
- MACC, Calasetta